# Caldeira de las Cañadas
La caldeira de las Cañadas (« les Vallons ») est une caldeira située sur l'île de Tenerife (îles Canaries, Espagne).

## Géographie
De forme elliptique, elle est entièrement incluse dans le parc national du Teide. Le Teide se trouve sur son rebord nord qu'il recouvre entièrement. La caldeira s'est formée au Pléistocène par l'effondrement du Cañadas, un ancien volcan.

## Histoire
Le toponyme las Cañadas se réfère à un terrain plat entre des escarpements à travers lequel le bétail peut facilement passer lors de la transhumance, reflétant l'importance de la caldeira comme terrain de pâture dans l'histoire.

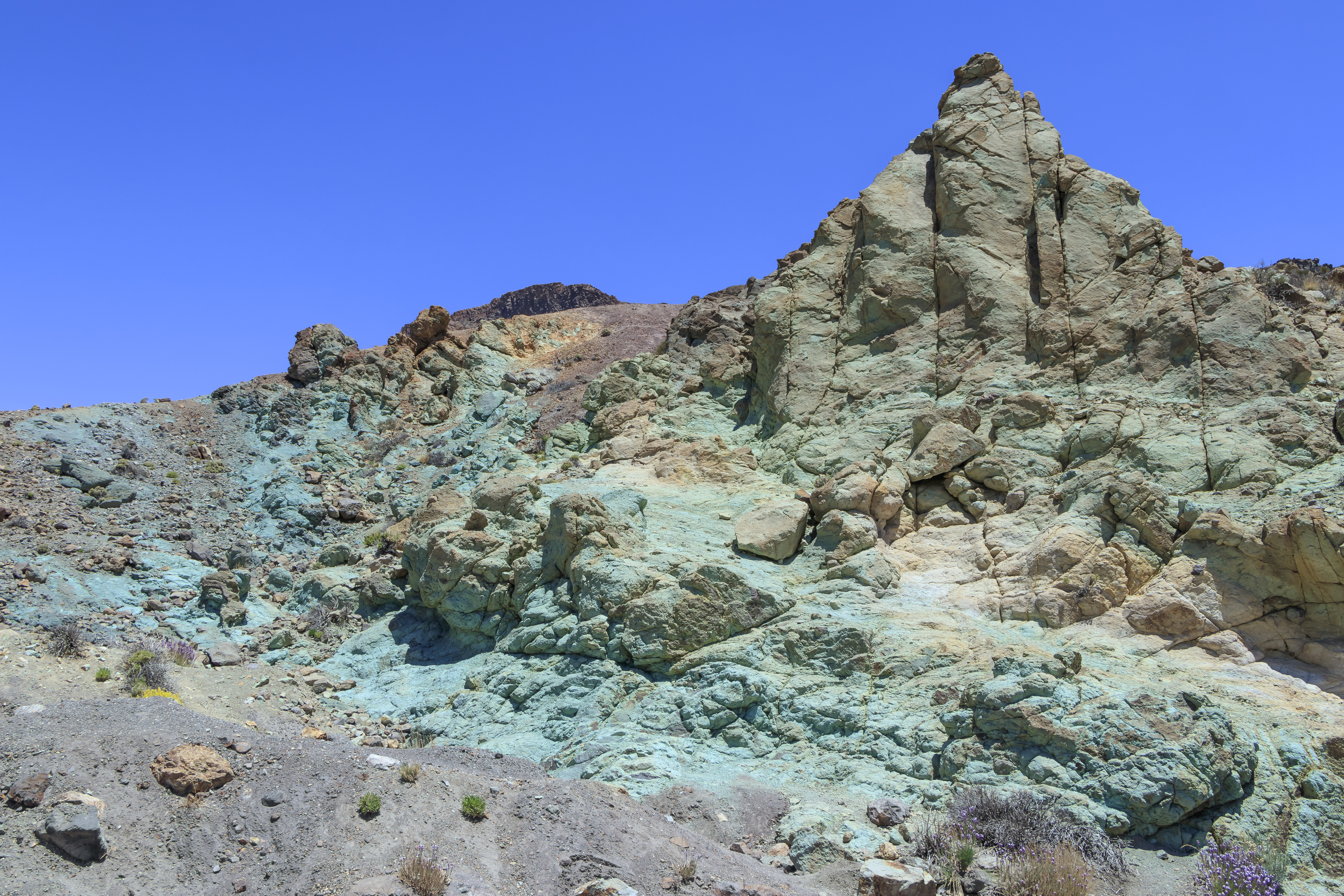
Los Azulejos dans la caldeira de las Cañadas.

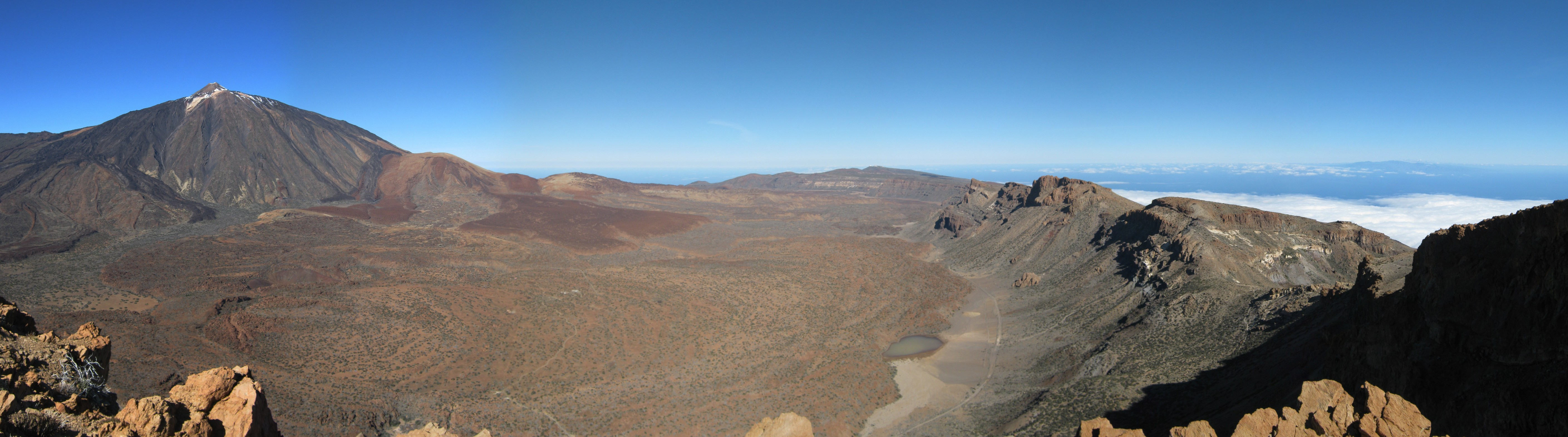
Vue panoramique de la caldeira de las Cañadas depuis le mont Guajara avec le Teide à gauche.

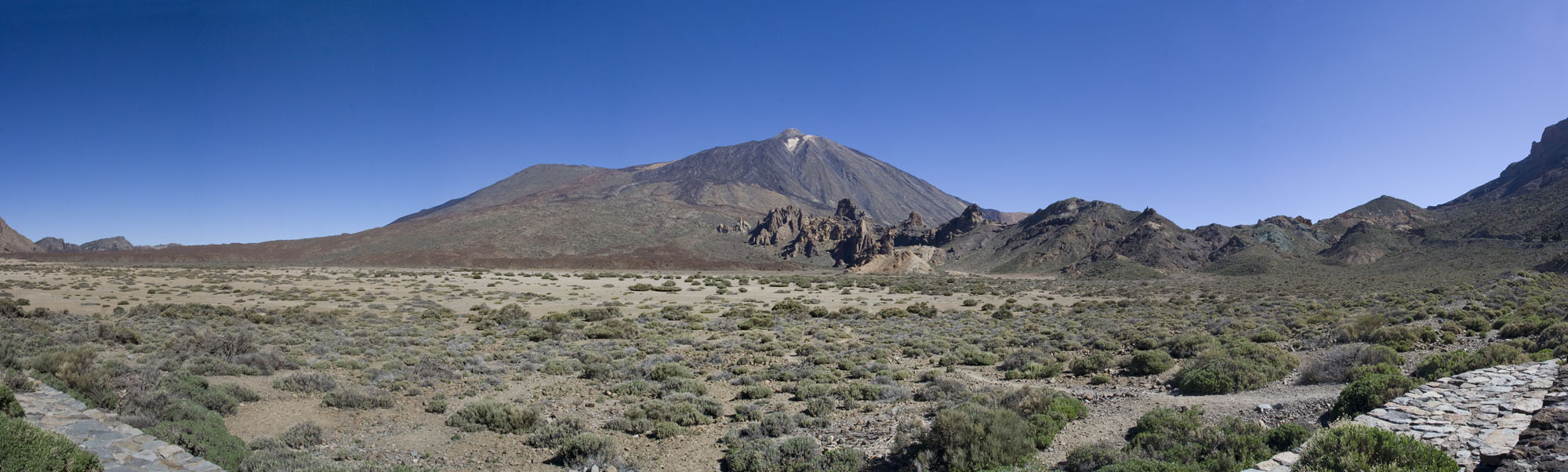
Vue panoramique de la caldeira de las Cañadas avec les Roques de García à droite et le Teide en arrière-plan.